# Liste der Naturschutzgebiete im Landkreis Coburg
Im Landkreis Coburg gibt es 17 Naturschutzgebiete. Zusammen nehmen sie eine Fläche von 1004 Hektar ein. Das größte Naturschutzgebiet ist das 1994 eingerichtete Naturschutzgebiet Lauterberg.
| Name                                             | Bild | Kennung                   | Kreis                    | Einzelheiten | Position | Fläche Hektar | Datum |
| ------------------------------------------------ | ---- | ------------------------- | ------------------------ | --- | -------- | ------------- | ----- |
| Althellinger Grund                               | BW   | NSG-00402.01 WDPA: 162124 | Landkreis Coburg         | Seßlach Eines der wenigen in Oberfranken noch vorhandenen Feuchtwiesengebiete | ⊙        | 83,81         | 1992  |
| Eichelberg und Bischofsau                        |      | NSG-00366.01 WDPA: 162880 | Landkreis Coburg         | Roßfeld Naturnahe und artenreiche Laubmischwaldbestände (Mittelwälder) mit angrenzenden artenreichen Feucht- und Magerwiesen | ⊙        | 99,23         | 1984  |
| Großer Teich und Tambachau                       | BW   | NSG-00417.01 WDPA: 163363 | Landkreis Coburg         | Tambach Teichgebiet und angrenzende naturnahe Bachaue mit Nasswiesen, Hochstaudenbereichen, Schilfzonen und Groß-Seggenbeständen | ⊙        | 17,25         | 1992  |
| Heiligenwiesen und Heiligenleite                 | BW   | NSG-00401.01 WDPA: 163600 | Landkreis Coburg         | Gemünda Eines der wenigen in Oberfranken noch vorhandenen Feuchtwiesengebiete | ⊙        | 54,52         | 1992  |
| Hühnerberg bei Tiefenlauter                      | BW   | NSG-00482.01 WDPA: 163815 | Landkreis Coburg         | Tiefenlauter Naturnaher und artenreicher Laubwald mit Saumbereichen und vorgelagerten Halbtrockenrasen | ⊙        | 56,68         | 1994  |
| Itztal und Effeldertal bei Weißenbrunn vorm Wald |      | NSG-00538.01 WDPA: 318608 | Landkreis Coburg         | Weißenbrunn vorm Wald Talbereiche mit naturnahen Fließgewässern, gut ausgebildeten Ufergehölzsäumen, Bachröhricht, Feuchtwiesen, Groß-Seggensümpfen und Hochstaudenfluren                                                                | ⊙        | 41,85         | 1997  |
| Laubmischwald bei Ahlstadt                       |      | NSG-00294.01 WDPA: 164391 | Landkreis Coburg         | Ahlstadt Naturnahe und artenreiche Laubmischwaldbestände. Schutz der für diesen Lebensraum typischen Tier- und Pflanzenwelt, der für diese Lebensgemeinschaften nötigen Bodenbeschaffenheit und des Wasserhaushalts des Bodens           | ⊙        | 20,71         | 1986  |
| Lauterberg                                       |      | NSG-00481.01 WDPA: 164406 | Landkreis Coburg         | Oberlauter Ausgedehnte Halbtrockenrasen auf Muschelkalk mit Heckenbeständen und angrenzenden Waldgebieten | ⊙        | 191,75        | 1994  |
| Meilschnitzwiesen                                |      | NSG-00418.01 WDPA: 164599 | Landkreis Coburg         | Meilschnitz Großflächiges Wiesengebiet mit Nasswiesen, Röhrichtzonen, Feuchtbrachen sowie Hochstaudenfluren und Gehölzstreifen | ⊙        | 31,8          | 1992  |
| Moor bei Rottenbach                              |      | NSG-00140.01 WDPA: 82176  | Landkreis Coburg         | Rottenbach Großes primäres Moor am südlichen Rand des Thüringer Waldes mit naturnahem Charakter und reizvollem Landschaftsbild | ⊙        | 8,03          | 1981  |
| Mühlberg nördlich Sülzfeld                       | BW   | NSG-00450.01 WDPA: 164719 | Landkreis Coburg         | Sülzfeld Naturnahes Laubwaldgebiet mit vorgelagerten wertvollen Säumen, Magerrasen und Hecken | ⊙        | 45,20         | 1993  |
| Naturwaldreservat Schwengbrunn                   |      | NSG-00305.01 WDPA: 164761 | Landkreis Coburg         | Oberwohlsbach Charakteristische und naturnahe Laubwaldgesellschaften im Auen- und Hangbereich des Fornbachtales mit typischer Tier- und Pflanzenwelt                                                                                     | ⊙        | 27,66         | 1987  |
| Salzberg und Heugrund                            | BW   | NSG-00480.01 WDPA: 165289 | Landkreis Coburg         | Rottenbach Naturnaher und artenreicher Laubmischwald mit wärmeliebenden Säumen. Vielfalt an Pflanzen und Tieren auch seltener, empfindlicher und gefährdeter Arten                                                                       | ⊙        | 73,96         | 1994  |
| Sennigshöhe                                      | BW   | NSG-00451.01 WDPA: 165559 | Landkreis Coburg         | Ottowind Wertvoller Vegetationskomplex aus Halbtrockenrasen, wärmeliebenden Säumen und lichtem Kiefernforst | ⊙        | 20,77         | 1993  |
| Steinachwiesen bei Wörlsdorf                     | BW   | NSG-00421.01 WDPA: 165671 | Landkreis Coburg         | Wörlsdorf Wertvolles Feuchtwiesengebiet. Lebensraum, Brut-, Rast- und Nahrungsplatz, auch für hochgradig bedrohte Vogelarten | ⊙        | 38,12         | 1992  |
| Tongruben bei Muggenbach                         |      | NSG-00575.01 WDPA: 319218 | Landkreis Coburg         | Muggenbach Charakteristische Grubenstandorte mit ihren Strukturen wie Steilabbrüchen, Hangrutschungen, temporären Gewässern, Feucht-, Rohboden- und Pionierflächen als Lebensräume auch bedrohter Arten sowie angrenzenden Waldrandzonen | ⊙        | 23,15         | 2000  |
| Vogelfreistätte Glender Wiesen                   |      | NSG-00355.01 WDPA: 166071 | Coburg, Landkreis Coburg | Beiersdorf bei Coburg Eines der wenigen in Oberfranken noch vorhandenen Feuchtwiesengebiete mit störungsarmen Wasserflächen und Verlandungsbereichen. Coburg: 184,18 Landkreis Coburg: 10,68 ha                                          | ⊙        | 194,86        | 1989  |
| Legende für Naturschutzgebiet                    |      |                           |                          | |          |               |       |